# Sebestyén Mihály (színművész)
Sebestyén Mihály, született Stern Miksa (Budapest, 1893. március 2. – Budapest, 1977. november 2.) színész, színházigazgató. Sebestyén Géza, Sebestyén Jenő, Sebestyén Dezső és Sebestyén Béla testvére.

## Életútja
Budapesten született Stern Zsigmond és Wirth Gizella gyermekeként. 1915-ben diplomázott a Színművészeti Akadémián. Előbb Miskolcon lépett fel, majd 1916 és 1918 között Temesváron szerepelt. 1918. május havában mint a temesvár-budai színtársulat bonvivánja a marosvásárhelyi színház művészeti vezetője lett. 1919 és 1922 között a Magyar Színházzal állt szerződésben. 1925. december 17-én Budapesten, az Erzsébetvárosban házasságot kötött Schwarz Sámuel és Kohn Jolán lányával, Líviával. 1926-tól a Miskolci Nemzeti Színház élén állt egészen 1939-ig. A zsidótörvények miatt le kellett neki mondani, az ostromot feleségével a pesti gettóban vészelte át. Később abból élt, hogy színházi könyvtárát kölcsönzésre, majd áruba bocsátotta. 1951 és 1963 között színházi adminisztrációt oktatott a budapesti Színház- és Filmművészeti Főiskolán.
A két világháború között jelentős és magas színvonalú igazgatóként tartották számon, aki neves művészeket hívott meg vendégszereplésre. Nála kezdte pályafutását többek között Mezey Mária, Neményi Lili és Bilicsi Tivadar.

## Források

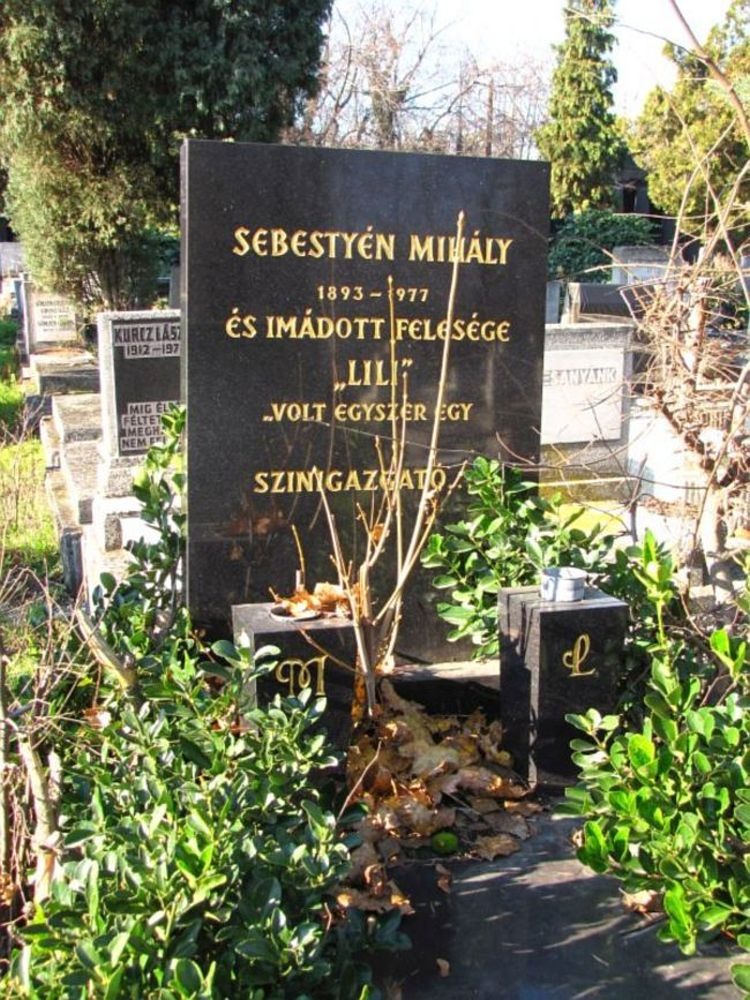
Sírja a Kozma utcai izraelita temetőben 2013-ban